# Dançarina (canção)
"Dançarina" (estilizada em letras maiúsculas) é uma canção do DJ e cantor brasileiro Pedro Sampaio, gravada para seu primeiro álbum de estúdio, Chama Meu Nome. Conta com participação do cantor MC Pedrinho, contém vocais de Anitta. Porém a cantora não é creditada no lançamento oficial do single original. A canção foi lançada para download digital e streaming através da Warner Music.
A faixa contém alguns versos do single "Menina Má" (2013), de Anitta, e apresenta também amostras proeminentes do single "Dieu Merci" (2020), tema do cantor francês Dadju, que conta com a participação do rapper francês Tiakola.

## Apresentações ao vivo
Em 4 de março, Sampaio performou a canção na vigésima segunda temporada do Big Brother Brasil. Em 17 de abril, Sampaio performou a canção no Hora do Faro. Em 16 de maio, Sampaio performou a canção no TVZ. Em 28 de julho, Sampaio performou a canção no MTV Millennial Awards 2022. Em 8 de novembro, Sampaio performou a canção no Música Boa Ao Vivo.

## Feitos e prêmios
Em 2022, "Dançarina" permaneceu 27 semanas consecutivas no topo do Top Português de Singles, sendo que esse "reinado" apenas foi interrompido durante uma semana, em que "As It Was", de Harry Styles, ocupou o número um. Isso fez com que "Dançarina" passasse a ser, de longe, a canção que mais semanas passou no número um daquela parada criada em 2016. O anterior recorde pertencia ao mega-êxito global "Despacito", de Luis Fonsi e Daddy Yankee, que passou 19 semanas no topo do Top Português de Singles. Pedro Sampaio se mostrou feliz com os resultados de "Dançarina" em Portugal.
Quanto a premiações, "Dançarina" foi uma das oito canções indicadas na categoria Hit do Ano do Prêmio Multishow 2022, tendo perdido para "Maldivas", de Ludmilla. "Dançarina" está atualmente indicada para o Prêmio Lusofonia da edição de 2023 do Play - Prémios da Música Portuguesa.

## Faixas e formatos
| Digital download / streaming |                                 |         |  |
| N.º                          | Título                          | Duração |  |
| 1.                           | "Dançarina" (feat. MC Pedrinho) | 1:50    |  |

## Versão com Anitta, Dadju e Nicky Jam
"Dançarina Remix" é uma canção do cantores brasileiros Pedro Sampaio e Anitta - que nesta versão já aparece creditada - e do cantor francês Dadju em parceria com o cantor americano Nicky Jam e cantor brasileiro MC Pedrinho. O remix foi lançado em 10 de junho de 2022 para download digital e streaming, pela Warner Music Brasil e está presente na versão deluxe do álbum Versions of Me (2022) da cantora Anitta. Enquanto a versão original é cantada em português, o remix é, fora os versos de Dadju - cantados em francês - e alguns ad-libs em português, cantada em espanhol.

### Faixas e formatos
| Digital download / streaming |                                                                                   |         |  |
| N.º                          | Título                                                                            | Duração |  |
| 1.                           | "Dançarina (Remix)" (com Anitta e Dadju, participação de Nicky Jam e MC Pedrinho) | 3:32    |  |

## Desempenho comercial

### Tabelas semanais
| Tabela musical (2022)       | Melhor posição |
| --------------------------- | -------------- |
| Brasil (Billboard)          | 1              |
| Portugal (AFP)              | 1              |
| Portugal (Portugal Songs)   | 1              |
| Suíça (Schweizer Hitparade) | 40             |

## Histórico de lançamento
| Região | Data                   | Formato(s)                 | Versão   | Gravadora(s) | Ref.   |
| ------ | ---------------------- | -------------------------- | -------- | ------------ | ------ |
| Várias | 2 de fevereiro de 2022 | Download digital streaming | Original | Warner Music | [ 11 ] |
| Várias | 10 de junho de 2021    | Download digital streaming | Remix    | Warner Music | [ 13 ] |